# Little Boy (Risset)
Little Boy est une œuvre mixte du compositeur français Jean-Claude Risset composée et créée en 1968.

## Instrumentation
La pièce est composée pour une voix de soprano, neuf instruments et une bande électronique (sons de synthèse).